# Dullas Alahapperuma
Dullas Daham Kumara Alahapperuma (14 de mayo de 1959) es un político de Sri Lanka,  miembro del Distrito de Matara del Parlamento de Sri Lanka. Ocupó diversos cargos durante el mandato del primer ministro Mahinda Rajapaksa.

## Primeros años de vida
Alahapperuma nació el 14 de mayo de 1959 en Dikwella, Matara de Carolis Alahapperuma y Aslin Alahapperuma, quienes eran directores de escuelas locales. Alahapperuma recibió su educación primaria y secundaria en St. Servatius' College y Ananda College. Estudió Ciencias Políticas en la Universidad de Iowa, durante un año y medio, pero no completó la carrera.

## Carrera política
Ingresó al Parlamento por primera vez en 1994 tras superar el voto preferencial de Matara como candidato de Alianza Popular con 76.678 votos.
Fue reelegido en 2000 y sirvió en el corto mandato del 11º Parlamento. También fue nombrado viceministro de Samurdhi, Desarrollo Rural, Asuntos Parlamentarios y Desarrollo del Interior. Sorprendentemente, decidió no participar en las elecciones generales de 2001. Dijo que era "demasiado blanco" para estar en el parlamento refiriéndose a la corrupción.
Volvió a ingresar al 13° Parlamento como miembro de la lista nacional Alianza por la Libertad de los Pueblos Unidos (UPFA) el 19 de diciembre de 2005 para ocupar el puesto vacante luego del asesinato del entonces ministro de Relaciones Exteriores Lakshman Kadirgamar . Fue nombrado ministro de Transporte en 2007.
Volvió a ingresar al Parlamento en 2010 como miembro de la lista nacional de representantes de UPFA luego de las elecciones generales de 2010 y posteriormente fue nombrado ministro de Asuntos de la Juventud. Votó a favor de la Decimoctava Enmienda que otorgó al Presidente Ejecutivo una amplia gama de poderes, incluida la eliminación del límite de mandato para la reelección. En 2015, votó a favor de la Decimonovena Enmienda bajo la presidencia de Sirisena, que restringió los poderes presidenciales.
Participó en las Elecciones Generales de 2015 como candidato de la UPFA del distrito de Matara y recibió 105.406 votos para ingresar al Parlamento. En agosto de 2016, renunció al puesto de liderazgo del SLFP del distrito de Matara. En 2019, fue nombrado ministro de Deportes junto con otras dos carteras de los Ministerios de Educación y Asuntos de la Juventud.
Participó en las Elecciones Generales de 2020 como candidato del  partido Sri Lanka Podujana Peramuna (SLPP) del distrito de Matara y recibió 103.534 votos para ingresar al Parlamento. Votó a favor de la Vigésima Enmienda que derogó la Decimonovena Enmienda puede restaurar más poderes al Presidente Ejecutivo. En agosto de 2020 fue nombrado Ministro de Energía. En la reorganización del Gabinete de agosto de 2021, fue nombrado Ministro de Medios de Comunicación. Renunció a su cartera de gabinete en abril de 2022 cuando la crisis política de Sri Lanka de 2022 se profundizó en medio de protestas civiles.
En julio de 2022, se declaró candidato a la elección del presidente sucesor tras la renuncia del presidente Gotabaya Rajapaksa. El 19 de julio, fue nominado formalmente por el líder de la oposición, Sajith Premadasa y secundado por el presidente y diputado del SLPP, el profesor GL Peiris.

## Vida personal
Está casado con la popular cantante Pradeepa Dharmadasa, hija de PK y Hema Dharmadasa de Galle, y tiene dos hijos.